# قرار مجلس الأمن التابع للأمم المتحدة رقم 1493
قرار مجلس الأمن التابع للأمم المتحدة 1493، المتخذ بالإجماع في 28 تموز / يوليو 2003، بعد التذكير بجميع القرارات المتعلقة بالحالة في جمهورية الكونغو الديمقراطية، مدد المجلس ولاية بعثة الأمم المتحدة في جمهورية الكونغو الديمقراطية حتى 30 يوليو 2004 ورفع مستوى قواتها من 8700 إلى 10800.
وبموجب القرارات السابقة، لم يُسمح للبعثة باستخدام القوة إلا للدفاع عن النفس، ووسع القرار الحالي هذا ليشمل «جميع الوسائل الضرورية» للوفاء بولايتها. واجهت بعثة منظمة الأمم المتحدة في جمهورية الكونغو الديمقراطية صعوبات في تنفيذ القرار 1493 بسبب الإشارات الغامضة في النص، وهي مسألة تناولها لاحقًا الأمين العام الذي انتقد عدم وجود مهام محددة للعملية بموجب هذا القرار.

## القرار

### أعمال
وعمل المجلس بموجب الفصل السابع من ميثاق الأمم المتحدة، وأعرب عن ارتياحه لإنشاء حكومة انتقالية ودعا الأطراف الكونغولية إلى اتخاذ مزيد من الخطوات للسماح لها بالعمل. وطُلب من الأمين العام كوفي عنان المساعدة في هذه العملية وتم رفع مستوى قوات بعثة الأمم المتحدة في جمهورية الكونغو الديمقراطية إلى 10800 فرد. وعلاوة على ذلك، صدرت تعليمات لبعثة منظمة الأمم المتحدة في جمهورية الكونغو الديمقراطية خلال الفترة الانتقالية بالمساعدة في إصلاح خدمات الأمن ؛ إقامة دولة على أساس سيادة القانون ؛ والاستعدادات لإجراء الانتخابات . في الأشهر الأولى للحكومة الانتقالية الجديدة، يمكن للبعثة أن تشارك في الحفاظ على الأمن في العاصمة كينشاسا .
وأدان القرار بشدة أعمال العنف ضد المدنيين، بما في ذلك المذابح وانتهاكات حقوق الإنسان والقانون الإنساني الدولي والعنف الجنسي، ودعا إلى تقديم الجناة إلى العدالة. وفقًا للقرار 1325 (2000)، كانت هناك حاجة لمنظور النوع الاجتماعي في عمليات حفظ السلام والتصدي للعنف ضد النساء والفتيات. وأكدت من جديد أن جميع الأطراف الكونغولية عليها الالتزام باحترام حقوق الإنسان، وحثت الحكومة الانتقالية على ضمان حمايتها وإنشاء قضاء مستقل كأحد أعلى أولوياتها.
وفي الوقت نفسه، أدان الأعمال العدائية في شرق البلاد، ولا سيما انتهاكات وقف إطلاق النار والهجمات المسلحة التي قام بها التجمع من أجل الديمقراطية الكونغولية - غوما (التجمع الكونغولي من أجل الديمقراطية - غوما). وحث القرار جميع الأطراف الكونغولية على الامتناع عن التدخل في حرية حركة موظفي الأمم المتحدة وأن الصراع المسلح يمنع البعثة من تنفيذ عملية نزع السلاح والتسريح والإعادة إلى الوطن وإعادة الإدماج وإعادة التوطين للجماعات المسلحة الأجنبية. ودُعيت جميع الدول في المنطقة، بما في ذلك جمهورية الكونغو الديمقراطية نفسها، إلى إنهاء دعم الجماعات المسلحة في البلاد ومساعدتها.
لمعالجة النزاع في مقاطعتي كيفو وإيتوري في شرق البلاد، طالب المجلس بالوصول دون عوائق إلى أفراد البعثة في جميع المناطق، وطلب إلى الأمين العام نشر مراقبين عسكريين في كيفو الشمالية وكيفو الجنوبية وإيتوري، وفرض حظر توريد الأسلحة الجماعات المسلحة الأجنبية والكونغولية العاملة في المناطق. ولن ينطبق الحظر على بعثة منظمة الأمم المتحدة في جمهورية الكونغو الديمقراطية، أو عملية أرتميس، أو قوات الجيش والشرطة الكونغولية المتكاملة أو المعدات العسكرية غير الفتاكة للاستخدامات الإنسانية أو الوقائية. وأعلن المجلس أنه ستتم مراجعة التدابير في غضون اثني عشر شهرًا وسيتم مراقبة الامتثال عن كثب.
وكلفت البعثة بحماية موظفي الأمم المتحدة ومرافقها ؛ ضمان حرية الحركة ؛ حماية المدنيين والعاملين في المجال الإنساني ؛ المساهمة في تحسين الوضع الأمني. وذكر المجلس أنه يمكنه استخدام جميع الوسائل اللازمة للوفاء بولايته. وأدين الاستغلال غير المشروع للموارد الطبيعية في جمهورية الكونغو الديمقراطية، ومن المتوقع صدور تقرير من فريق من الخبراء بشأن هذه المسألة. وحثت حكومات بوروندي وجمهورية الكونغو الديمقراطية ورواندا وأوغندا على تطبيع علاقاتها الدبلوماسية، بينما تم حث الحكومات على عقد مؤتمر دولي حول السلام والأمن في منطقة البحيرات العظمى.

## روابط خارجية
- نص القرار في undocs.org
- | - ع - ن - ت قرارات مجلس الأمن التابع للأمم المتحدة المعتمدة عام 2003                                                                                                                                                                                                                                                                                                                                                                                                                     | - ع - ن - ت قرارات مجلس الأمن التابع للأمم المتحدة المعتمدة عام 2003 |
| --- | -------------------------------------------------------------------- |
| - → 1455 - 1456 - 1457 - 1458 - 1459 - 1460 - 1461 - 1462 - 1463 - 1464 - 1465 - 1466 - 1467 - 1468 - 1469 - 1470 - 1471 - 1472 - 1473 - 1474 - 1475 - 1476 - 1477 - 1478 - 1479 - 1480 - 1481 - 1482 - 1483 - 1484 - 1485 - 1486 - 1487 - 1488 - 1489 - 1490 - 1491 - 1492 - 1493 - 1494 - 1495 - 1496 - 1497 - 1498 - 1499 - 1500 - 1501 - 1502 - 1503 - 1504 - 1505 - 1506 - 1507 - 1508 - 1509 - 1510 - 1511 - 1512 - 1513 - 1514 - 1515 - 1516 - 1517 - 1518 - 1519 - 1520 - 1521 ← |                                                                      |